# Brangkal (Gemolong)
Brangkal is een bestuurslaag in het regentschap Sragen van de provincie Midden-Java, Indonesië. Brangkal telt 1992 inwoners (volkstelling 2010).